# ビーチ105丁目駅
ビーチ105丁目駅（看板ではビーチ105丁目-シーサイド駅、開業時はシーサイド駅）は、クイーンズ区のビーチ105丁目とロッカウェイ・フリーウェイ交差点に位置するニューヨーク市地下鉄INDロッカウェイ線の駅である。A系統がラッシュ時に5往復、ロッカウェイ・パーク・シャトルが終日停車する。

## 駅構造
| P ホーム階 | 相対式ホーム、右側ドアが開く | 相対式ホーム、右側ドアが開く                                                                            |
| P ホーム階 | 南行線                       | ← ロッカウェイ・パーク-ビーチ116丁目駅行き（終点）                                                      |
| P ホーム階 | 北行線                       | → 朝ラッシュ：インウッド-207丁目駅行き（ビーチ98丁目駅）→ ブロード・チャンネル駅行き（ビーチ98丁目駅）→ |
| P ホーム階 | 相対式ホーム、右側ドアが開く | |
| M          | 改札階                       | 改札口、駅員詰所、メトロカード券売機                                                                    |
| G          | 地上階                       | 出入口                                                                                                  |

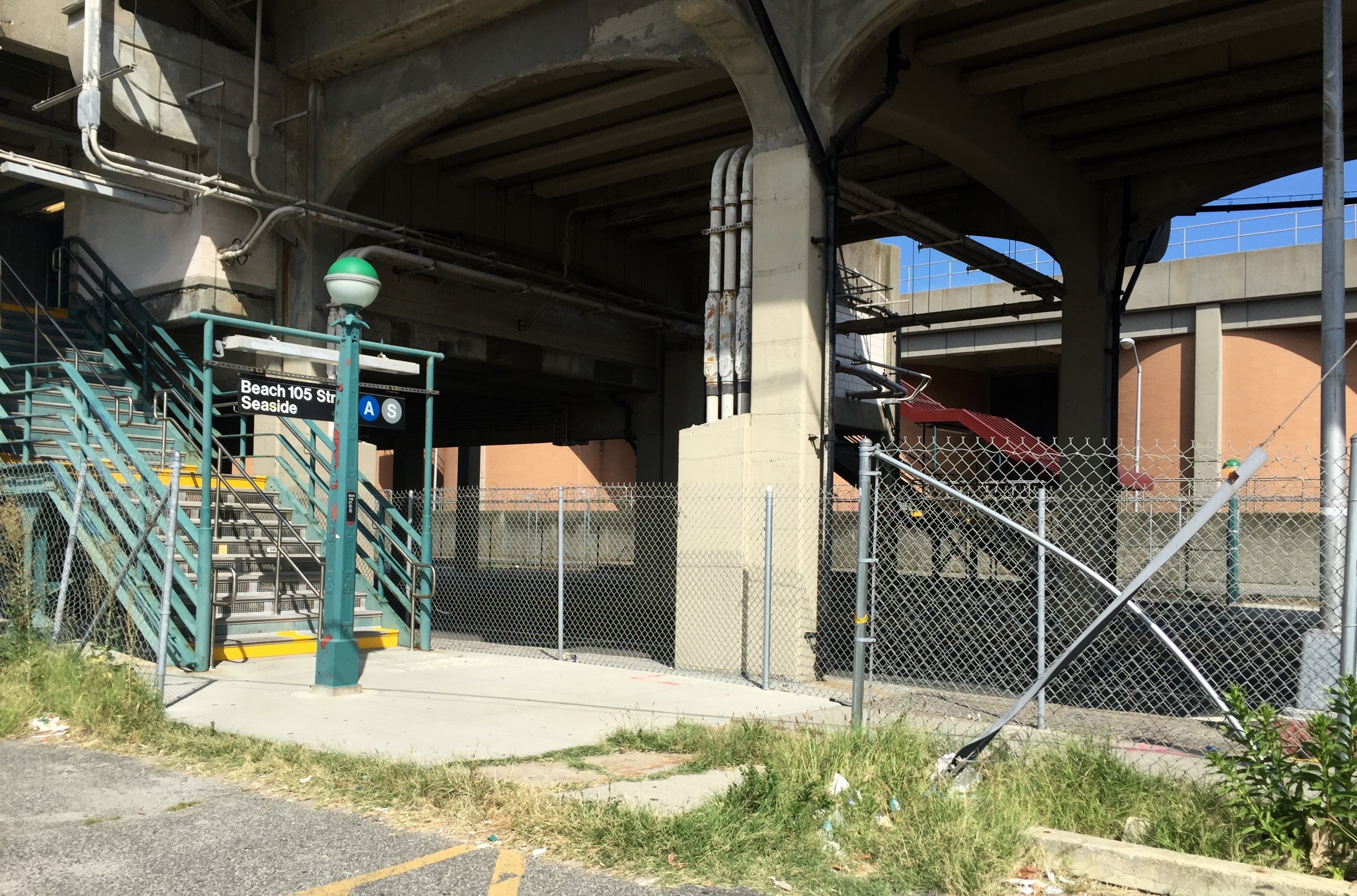
入口

当駅は1880年に開業、1955年10月3日にいったん廃止され翌1956年6月28日に地下鉄駅となった。
相対式ホーム2面2線の高架駅で、コンクリート高架橋上に設置されている。線路は駅の西側で地上へ下り、終着駅であるロッカウェイ・パーク-ビーチ116丁目駅へ向かう。アートワークはCallie Hirsch制作のVastがホームに設置されている。
2010-2014年MTA投資計画の一環で渡り線の設置が計画されている。

### 出口
- 階段2つ、ビーチ105丁目とロッカウェイ・フリーウェイ交差点北西[5]
- 階段2つ、ビーチ105丁目とロッカウェイ・フリーウェイ交差点南西[5]